# Marvin Polte
Marvin Polte (ur. 5 lutego 1976 w Paderborn) – niemiecki siatkarz plażowy.

## Siatkówka halowa
W wieku 16 lat zaczął grać w VBC Paderborn. W 1996 roku grał już w pierwszej drużynie tego zespołu. W 1998 grając w VC Bottrop 90 zdobył Puchar Zachodnich Niemiec. Grał również w FTM Schawbing, TSV Grafing oraz ASV Dachau.

## Siatkówka plażowa
W międzyczasie, gdy Marvin grał w siatkówkę halową brał również udział w turniejach siatkówki plażowej. Odnosił sukcesy na krajowym podwórku. Oprócz dwóch tytułów mistrzowskich Zachodnich Niemiec i trzech Dolnej Saksonii został mistrzem Niemiec w 2002 roku z ówczesnym partnerem Thomasem Hikelem. W 2005 roku wziął udział w Mistrzostwach Świata w Berlinie, gdzie zajął czwarte miejsce z Thorstenem Schoenem.